# Málaš
Málaš é um município da Eslováquia, situado no distrito de Levice, na região de Nitra. Tem 15,98 km² de área e sua população em 2018 foi estimada em 473 habitantes.

## Demografia
| Ano:        | 1994 | 2004   | 2014    | 2024   |
| ----------- | ---- | ------ | ------- | ------ |
| Broj ljudi: | 563  | 554    | 469     | 495    |
| Razlika:    |      | -1,59% | -15,34% | +5,54% |

| Ano:               | 2023 | 2024   |
| ------------------ | ---- | ------ |
| Número de pessoas: | 486  | 495    |
| Diferença:         |      | +1,85% |